# Liste der Monuments historiques in Bulgnéville
Die Liste der Monuments historiques in Bulgnéville führt die Monuments historiques in der französischen Gemeinde Bulgnéville auf.

## Liste der Objekte
| Bezeichnung                        | Beschreibung                                                                    | Standort                                | Kennzeichnung | Schutzstatus | Datum     | Bild |
| ---------------------------------- | ------------------------------------------------------------------------------- | --------------------------------------- | ------------- | ------------ | --------- | ---- |
| Orgel                              | Ensemble aus PM88000100 und PM88000098                                          | in der Kirche Sts-Pierre-et-Paul (Lage) | PM88001127    | Classé       | 1965 1989 |      |
| Orgelprospekt                      | um 1700 gebaut, Jean Treuillot oder Charles Cachet zugeschrieben                | in der Kirche Sts-Pierre-et-Paul (Lage) | PM88000098    | Classé       | 1965      |      |
| Instrumentalteil der Orgel         | um 1700 gebaut, Jean Treuillot oder Charles Cachet zugeschrieben; 1854 umgebaut | in der Kirche Sts-Pierre-et-Paul (Lage) | PM88000100    | Classé       | 1989      |      |
| Skulptur Christus in der Rast (1)  | in der Heilig-Grab-Kapelle; Stein, 16. Jahrhundert                              | in der Kirche Sts-Pierre-et-Paul (Lage) | PM88000093    | Classé       | 1965      |      |
| Gemälde Bekehrung des Paulus       | Ölfarbe auf Leinwand                                                            | in der Kirche Sts-Pierre-et-Paul (Lage) | PM88001275    | Inscrit      | 1988      |      |
| Skulptur Kreuztragender Engel      | Stein, Ende des 15. Jahrhunderts                                                | in der Kirche Sts-Pierre-et-Paul (Lage) | PM88000091    | Classé       | 1908      |      |
| Wandvertäfelung (1)                | im Chorraum; Holz, 18. Jahrhundert                                              | in der Kirche Sts-Pierre-et-Paul (Lage) | PM88000094    | Classé       | 1965      |      |
| Zwei Beichtstühle                  | Holz, 18. Jahrhundert                                                           | in der Kirche Sts-Pierre-et-Paul (Lage) | PM88000099    | Classé       | 1965      |      |
| Uhrwerk                            | 1863 von der Horlogerie Ungerer gebaut                                          | in der Kirche Sts-Pierre-et-Paul (Lage) | PM88001270    | Inscrit      | 2006      |      |
| Skulpturengruppe Grablegung        | Stein, farbig gefasst, Ende des 15. Jahrhunderts                                | in der Kirche Sts-Pierre-et-Paul (Lage) | PM88000090    | Classé       | 1908      |      |
| Wandvertäfelung (2)                | in der Taufkapelle; Holz, 18. Jahrhundert                                       | in der Kirche Sts-Pierre-et-Paul (Lage) | PM88000095    | Classé       | 1965      |      |
| Kanzel                             | Holz, 18. Jahrhundert                                                           | in der Kirche Sts-Pierre-et-Paul (Lage) | PM88000096    | Classé       | 1965      |      |
| Skulptur Christus in der Rast (2)  | im Seitenschiff; Stein, farbig gefasst, 17. Jahrhundert                         | in der Kirche Sts-Pierre-et-Paul (Lage) | PM88001035    | Classé       | 1990      |      |
| Grabstein für Jehan Marchant       | Stein, 15. Jahrhundert                                                          | in der Kirche Sts-Pierre-et-Paul (Lage) | PM88000089    | Classé       | 1908      |      |
| Relief Die drei Marien             | Stein, farbig gefasst, Anfang des 16. Jahrhunderts                              | in der Kirche Sts-Pierre-et-Paul (Lage) | PM88000092    | Classé       | 1964      |      |
| Skulpturengruppe Mariä Himmelfahrt | Holz, farbig gefasst, 18. Jahrhundert                                           | in der Kirche Sts-Pierre-et-Paul (Lage) | PM88000097    | Classé       | 1965      |      |
| Skulptur Christus in der Rast (3)  | im Schiff; Kalkstein, farbig gefasst, bezeichnet 1603                           | in der Kirche Sts-Pierre-et-Paul (Lage) | PM88001049    | Classé       | 1994      |      |